# Karl Schorn (Maler)

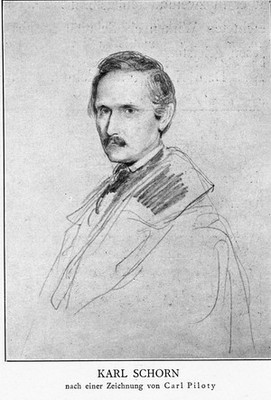
Karl Schorn, Zeichnung von Carl von Piloty

Karl Lambert Schorn (* 16. Oktober 1800 in Düsseldorf; † 7. Oktober 1850 in München) war ein deutscher Historienmaler. Daneben wurde Schorn auch als Schachspieler bekannt.

## Künstlerischer Lebensweg

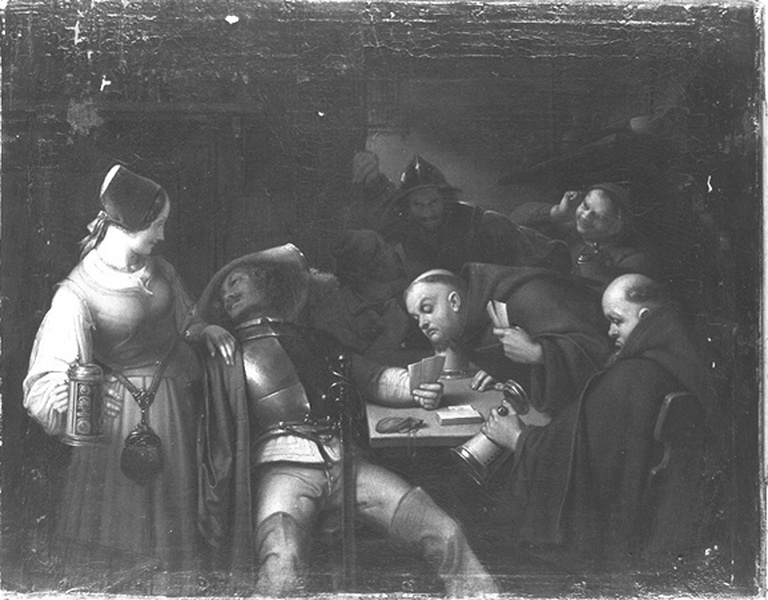
Karl Schorn: Kartenspieler, 1837, Alte Nationalgalerie, Berlin

Schorn war ein Neffe des Kunstschriftstellers Ludwig von Schorn. Er besuchte die Düsseldorfer Akademie, dann von 1824 bis 1827 zu Paris die Ateliers von Antoine-Jean Gros und Jean-Auguste-Dominique Ingres und kam mit Peter von Cornelius nach München, wo er sich bei einem zweiten Aufenthalt unter Heinrich Maria von Hess weiterbildete. Im Jahr 1832 begab er sich nach Berlin. Hier entstanden u. a. einige historische Genrebilder, darunter die abgebildeten Karten spielenden Wallensteiner. Nach einer Italien-Studienreise, in deren Verlauf er bis zum 6. November 1841 in Rom weilte, kehrte Schorn Anfang der 1840er Jahre nach München zurück. Den Höhepunkt seiner Laufbahn erreichte er, als ihn 1847 die dortige Akademie der Bildenden Künste zum Professor ernannte.

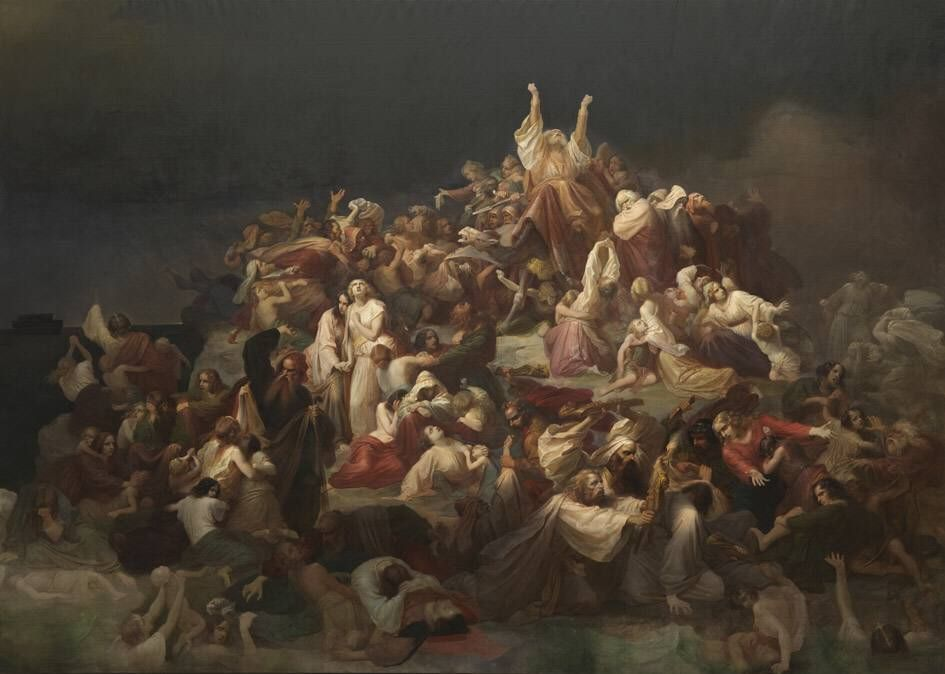
Die Sintflut, 1850, Bayerische Staatsgemäldesammlungen

Zu seinen Hauptwerken zählen Pygmalion, Maria Stuart und Riccio, Karl V. im Kloster San Yuste, Papst Paul III., wie er sich das von Cranach gemalte Bildnis Luthers vorzeigen läßt, Cromwell, vor der Schlacht bei Dunbar seinen Generalen die Bibel auslegend, das Verhör der Wiedertäufer nach der Einnahme von Münster vor dem Bischof und das unvollendet gebliebene, von König Ludwig I. für die Neue Pinakothek bestellte Monumentalgemälde Die Sintflut.
Karl Schorn war mit einer Schwester der beiden Maler Ferdinand und Carl von Piloty verheiratet. Beide waren auch Schüler Schorns bzw. von ihm künstlerisch beeinflusst.

## Schachspieler
In Berlin schloss sich Schorn zwischen 1836 und 1840 den Plejaden an, einer Gruppe bedeutender Schachmeister, die grundlegende analytische Arbeiten auf dem Gebiete des Schachs veröffentlichten.
Schorn selbst stand dem Gedanken einer wissenschaftlichen Durchdringung des Spiels jedoch fern. Er galt als „Naturalist“ und angesehener Außenseiter im Berliner Meisterkreis um Ludwig Bledow. Eine Anzahl von Partien Schorns aus dieser Phase blieben erhalten.